# Plättchenseeschlange
Die Plättchenseeschlange (Hydrophis platurus, Syn.: Pelamis platura) ist eine Schlange aus der Unterfamilie Hydrophiinae (Seeschlangen). Sie kommt weltweit in tropischen Ozeanen mit Ausnahme des Atlantiks vor und galt lange als der einzige Vertreter der Gattung Pelamis. Jüngere molekularbiologische Untersuchungen legen allerdings nahe, dass sie der Gattung Hydrophis zugehörig ist.

## Beschreibung
Die Art erreicht meist eine Körperlänge von etwa 80 Zentimeter, vereinzelt werden Körperlängen bis 113 Zentimeter angegeben, wobei die Weibchen etwas größer werden als die Männchen. Sie bleibt im westlichen Teil ihres Verbreitungsgebiets meist kleiner, bis etwa 75 Zentimeter. Der Körper ist seitlich auf ganzer Länge abgeplattet, mit einem verbreiterten, flachen Ruderschwanz. Nur der relativ kleine Kopf ist in Aufsicht (dorsoventral) abgeflacht, mit einer markant verlängerten Schnauzenregion. Die Bauchschuppen (Ventralia) sind klein, gegenüber den angrenzenden Schuppenreihen kaum merklich vergrößert, ihre Anzahl beträgt 260 bis 400 (maximal: 406). Sie sind meist durch eine mediane Längsfurche gegliedert oder sogar zweigeteilt und dann nicht größer als die angrenzenden Schuppenreihen. Die Rückenschuppen (Dorsalia) sind glatt, manchmal tragen die äußeren Reihen zwei bis drei kleine Tuberkel. Sie sind klein, quadratisch bis sechseckig geformt, in der Körpermitte etwa 49 bis 67 Reihen. Die Kopfschuppen sind glatt, regelmäßig und vergrößert, mit ein bis zwei Präokularen, zwei bis drei Postokularen und sechs bis acht Supralabialen. Die Nasenlöcher sitzen dorsal, die Nasalia berühren sich auf der Oberseite, ohne Internasalen. Die Giftzähne sind kurz, nur einen bis zwei Millimeter lang, sie sind von den angrenzenden sieben bis elf maxillaren Zähnen durch einen merklichen Abstand (Diastema) getrennt.
Die Art ist meist an ihrem markanten Farb- und Zeichnungsmuster erkennbar, das aber individuell sehr variabel ist. Meist ist der Körper vom Kopf bis zur Schwanzregion markant abgesetzt zweifarbig, mit einer gelben Bauch- und dunklen Rückenseite. Am verbreiterten Schwanz ist diese Zeichnung aufgelöst in ein dunkles Band- oder Fleckenmuster auf gelbem Grund, fast immer mit einer durchgehenden gelben Mittellinie. Es gibt zahlreiche Farbvarianten; so kann der Bauch braun gefärbt sein, er ist dann meist mit einer gelben Seitenlinie vom dunklen Rücken abgesetzt. Auf den Körperseiten können dunkle Flecken oder Bänder unterschiedlicher Ausdehnung ausgeprägt sein. Die dunkle Rückenfärbung kann auf ein schmales Band eingeengt sein. Es kommen auch vollständig schwarz oder gelb gefärbte Tiere vor.
Die Art ist von verwandten Arten unterscheidbar anhand des Zeichnungsmusters, des schnauzenförmig verlängerten Kopfes und des markanten Diastemas zwischen Giftzähnen und maxillaren Zähnen.

## Unterart

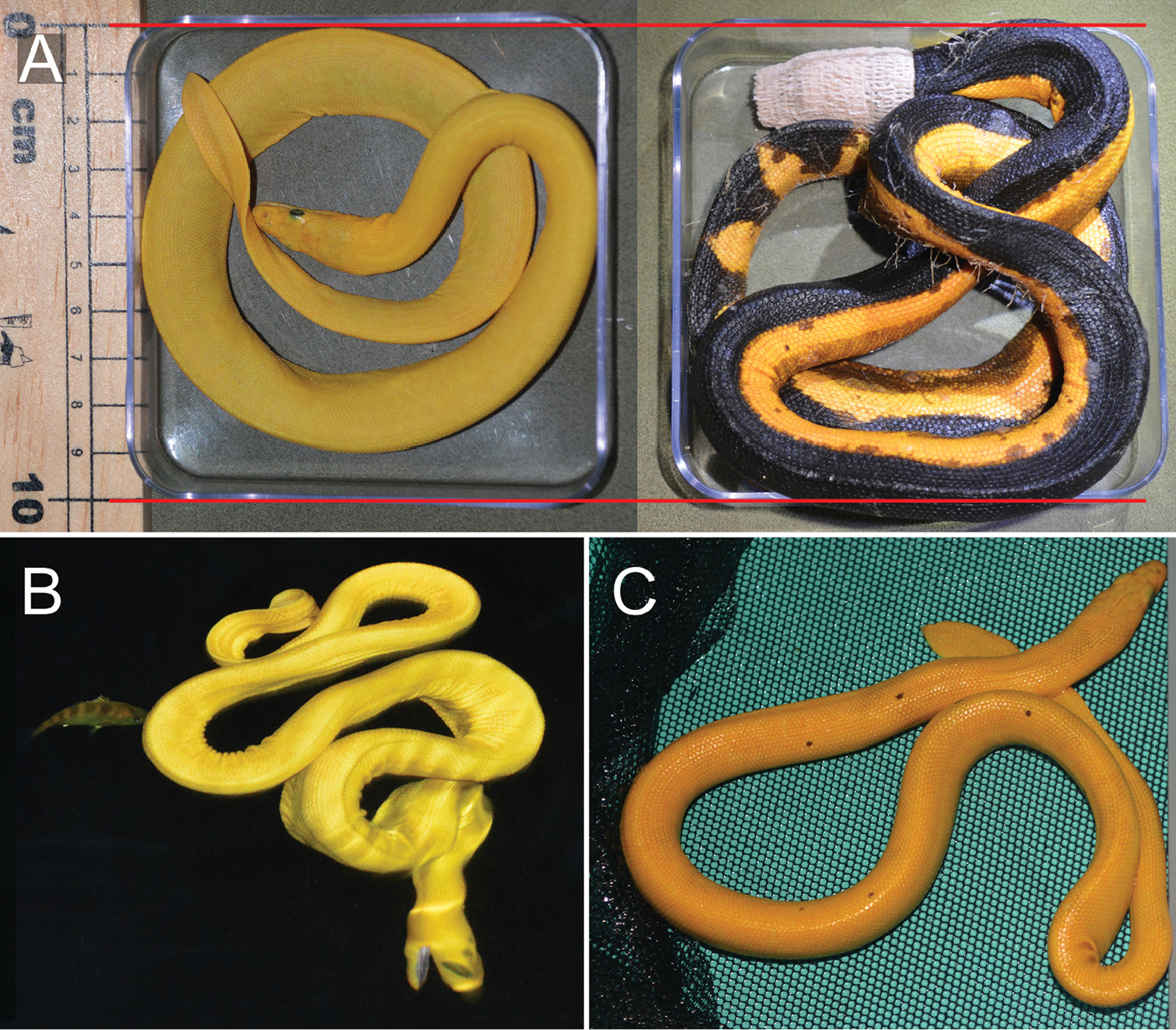
A: Vergleich von gelber Form (links) und schwarzgelber Form (rechts) der Plättchenseeschlange
B: Nächtliche Lauerstellung von H. p. xanthos an der Meeresoberfläche
C: H. p. xanthos mit einzelnen schwarzen Punkten

Die Art ist, vermutlich durch ihre pelagische Lebensweise, im größten Teil ihres Verbreitungsgebiets morphologisch einförmig. Eine Unterart Hydrophis platurus xanthos wurde 2017 aus dem Golfo Dulce an der Pazifikküste Costa Ricas beschrieben. Diese unterscheidet sich von der typischen Form durch einfarbig leuchtend kanariengelbe Färbung, etwas geringere Körpergröße und einige Verhaltensmerkmale. Der Golfo Dulce zeichnet sich durch teilweise anoxische Sauersoffverhältnisse aus. Angrenzend im offenen Meer leben typisch gefärbte Individuen (hier die einzige Seeschlangenart).

## Verbreitung

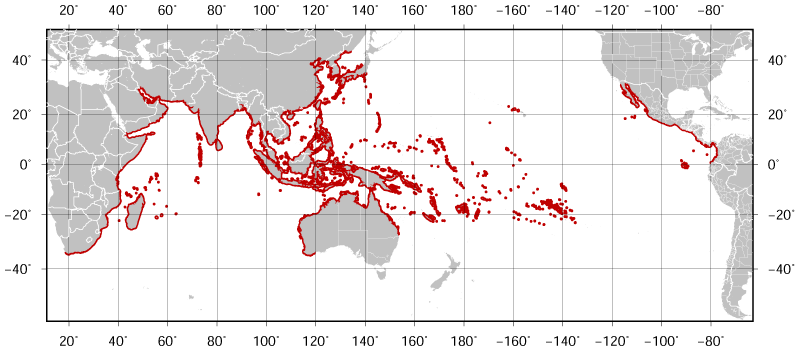
Verbreitungsgebiet der Plättchenseeschlange

Die Plättchenseeschlange ist die am weitesten verbreitete Seeschlange und die Schlangenart mit dem größten Verbreitungsgebiet überhaupt. Sie kommt in tropischen und subtropischen Gewässern im Indischen und Pazifischen Ozean von der Ostküste Afrikas, südlich bis Südafrika, nördlich bis zum Golf von Aden, über Süd- und Südostasien, die australischen Küsten (mit Ausnahme der Südküste), die pazifische Inselwelt, einschließlich der Nordküste der Nordinsel Neuseelands und Hawaii, bis zur Westküste Nord- und Südamerikas vor. Entlang der amerikanischen Küste ist sie häufig vom Golf von Kalifornien im Norden bis zur kolumbianischen Küste im Süden. Da die Seeschlange frei schwimmend auch abseits der direkten Küsten vorkommt, finden sich abgetriebene oder verdriftete Einzeltiere weit verstreut, auch abseits des dauerhaft besiedelbaren und zur Reproduktion geeigneten Areals. Das Fortpflanzungsgebiet der Art ist ungefähr durch die 26 Grad-Isotherme, das Streifgebiet mit gelegentlich vorkommenden Einzeltieren durch die 18 Grad-Isotherme begrenzt.
Die Art fehlt, wie alle Seeschlangen-Arten, im gesamten Atlantischen Ozean, obwohl es recht zahlreiche Sichtungen an der südafrikanischen Küste bis zum Kap der Guten Hoffnung gibt. Da die Verwandtschaftsgruppe vermutlich aus dem Pazifik stammt, kann die Art wohl geeignete Gewässer aufgrund fehlender Meeresverbindungen nicht erreichen. Mögliche Gründe, die eine Ausbreitung entlang der namibischen Küste Südafrikas verhindern, sind recht kühle Wassertemperaturen (durch den Benguelastrom), meist südlich gerichtete Winde und fehlender Regen (auf den die Art zur Wasserversorgung angewiesen ist). Vereinzelte Sichtungen in der südlichen Karibik könnten auf durch den Panamakanal wandernde Tiere zurückgehen, aber auch hier erscheint die Etablierung einer Population bisher unwahrscheinlich.

## Lebenszyklus
Die Geschlechtsreife tritt bei den Männchen bei einer Körperlänge von ca. 50 cm, bei den Weibchen von ca. 60 cm ein. Die Art besitzt keine besondere Fortpflanzungsperiode. Weibchen mit entwickelnden Eiern konnten in tropischen Gewässern in allen Monaten des Jahres beobachtet werden. Zur Fortpflanzung ist eine Wassertemperatur über 20 °C erforderlich, so dass sich Tiere in subtropischen Breiten wohl nur im Sommer fortpflanzen. Es werden jeweils 2 bis 6 Jungtiere (Durchschnittswert: 4,5) geboren. Nicht nur Nahrungsaufnahme und Paarung, sondern auch die Geburt der lebenden Jungen finden im Meer statt; die Seeschlange ist  ovovivipar. Es gibt anekdotische Berichte, dass Weibchen zur Geburt der Jungen gern flachere Gewässerabschnitte aufsuchen und dass sie die Jungtiere einige Zeit bewachen. Die Tragzeit ist unbekannt, sie wird auf etwa 5 Monate geschätzt. Jungtiere sind bei der Geburt 22 bis 29 Zentimeter lang bei einer Körpermasse von 6 bis 14 Gramm. Die Art erreicht schon im ersten Jahr eine Körperlänge von 30 Zentimetern. Da sie in Gefangenschaftshaltung nicht lange überlebt, sind das durchschnittliche und das maximale Lebensalter unbekannt.

## Biologie und Lebensweise

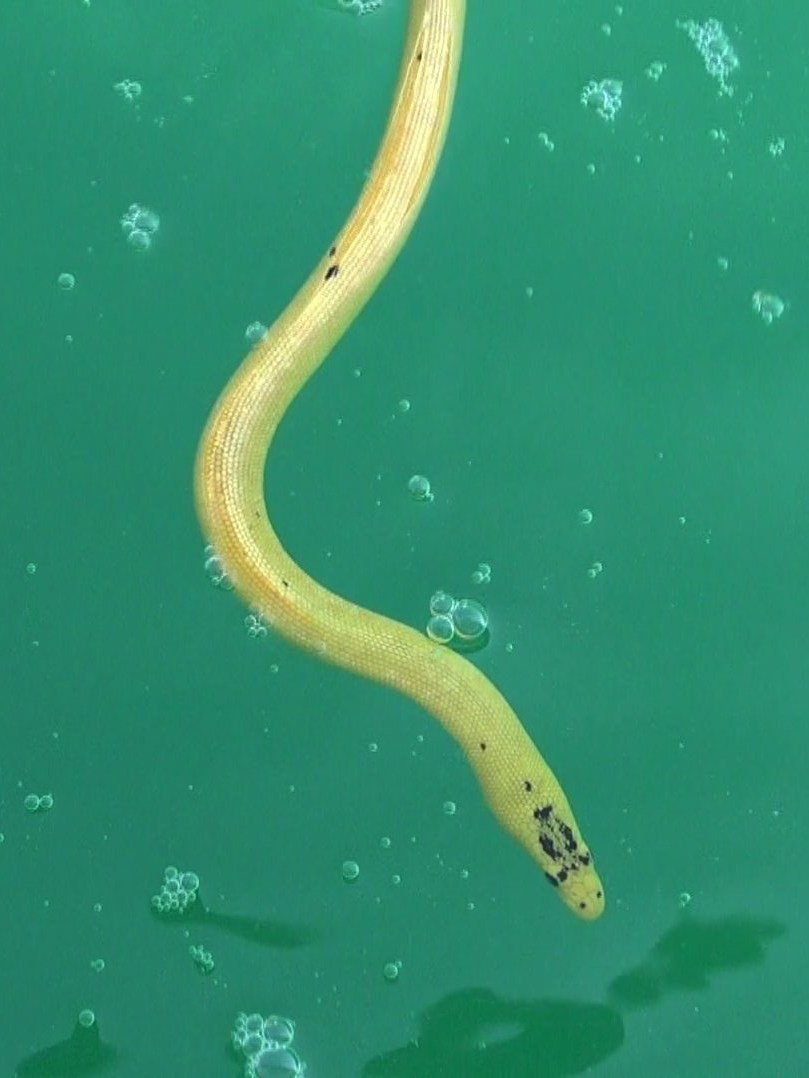
Gelbe Form der Plättchenseeschlange an der Pazifikküste von Costa Rica

Die Art ist besonders gut an das Leben im Freiwasser (Pelagial) mariner Lebensräume adaptiert und dabei vorwiegend in der neritischen Provinz zu finden. Zu den morphologischen Anpassungen zählen ein seitlich zusammengepresster Körper, ein paddelförmiger Schwanz zum Schwimmen, verschließbare Nasenlöcher und ein spezielles Gaumensegel, um das Eindringen von Seewasser zu verhindern. Außerdem verfügt die Plättchenseeschlange über die Möglichkeit zum Gasaustausch über die Haut, was zur Verlängerung der Tauchzeit beiträgt. Wie alle Hydrophiinae hat sie eine spezielle Salzdrüse am Unterkiefer, die, entgegen früheren Annahmen, nicht zum Ausscheiden von Salz aus dem Meerwasser dient, da die Tiere nur Süßwasser trinken.
Obwohl die Art bis etwa 18 °C aktiv bleiben kann, ist sie zur erfolgreichen Reproduktion wohl auf Wassertemperaturen über 20 °C angewiesen. Die obere Temperaturschwelle liegt bei 33,5 °C bis 36 °C. Wenn sich die Tiere durch langsame Erwärmung akklimatisieren konnten, ertrugen sie auch kurzzeitig Temperaturen bis 39 °C, wobei sie aber schon oberhalb von 36 °C hyperaktiv wurden. Unterhalb von 16 °C Wassertemperatur verliert die Art ihre Bewegungsfähigkeit, unterhalb von 23 °C findet quasi keine Nahrungsaufnahme statt.
Die Art bevorzugt das freie Wasser und kommt nicht freiwillig an die Küste, sie ist an Land aufgrund des Ruderschwanzes nahezu bewegungsunfähig. Gelegentlich werden größere Ansammlungen bei besonderen Bedingungen an die Strände angeschwemmt, wo sie verenden. Sie kommt aber normalerweise kaum im freien Ozean vor, sondern bevorzugt Gewässer mit einer Maximaltiefe von etwa 100 Metern. Es handelt sich um die einzige Seeschlangenart, die uferferne Lebensräume bevorzugt. Aufgrund ihrer besonderen Lebensweise wurde sie als einzige planktonische Wirbeltierart bezeichnet.
Die Plättchenseeschlange kann in geeigneten Lebensräumen sehr häufig sein. Es wurden schon spektakuläre Massenansammlungen von Tausenden Individuen von Schiffen aus beobachtet, meist in Treibgutansammlungen. Abseits davon werden die Tiere meist nur vereinzelt beobachtet. Da keine gezielten Schwimmbewegungen auf solche Bereiche hin gefunden wurden, wird von einer passiven Akkumulation in ruhigem, strömungarmem Wasser ausgegangen.

### Ernährung
Die Plättchenseeschlange ernährt sich von Fischen. Sie jagt als Lauerjäger von der Gewässeroberfläche aus. Oft verstecken sich die Tiere in ruhigem Wasser zwischen schwimmendem Treibgut. Die Schlangen warten regungslos, um dicht vorbeischwimmende Fische mit einer plötzlichen Seitwärtsbewegung des Kopfes zu ergreifen. Die Fische werden, Kopf voran, ganz verschlungen. Die Jagd erfolgt fast ausschließlich tagsüber, so dass der optische Sinn vermutlich eine Rolle spielt; es wird aber eine große Beteiligung des chemischen Sinnes und von Wasserbewegungen angenommen. Obwohl spezialisierter Fischfresser, ergaben Untersuchungen des Mageninhalts weder Bevorzugung von bestimmten Fischarten noch von besonderen Größenklassen, es überwiegen aber Larven und Jungtiere. Das Gebiss der Tiere ist so entwickelt, dass sie die Beute mit allen Zähnen festhalten. Die eher schwach entwickelten Giftzähne wirken kaum als Fangzähne.
Obwohl die Art nur an der Meeresoberfläche jagt, lebt sie die meiste Zeit, bis zu 95 Prozent, untergetaucht. Die Tiere schwimmen mit seitlichen Schlängelbewegungen bis in Tiefen von 30 bis 50 Meter, meist nicht bis zum Meeresgrund, um langsam und in langgestreckter Bahn wieder aufzutauchen. In Zeiten ohne Jagdaktivität, wie etwa nachts, tauchen sie nur für 1 bis 2 Minuten auf, um Luft zu holen. Die meisten Tauchgänge übersteigen nicht eine Dauer von 90 Minuten. Warum die Tiere abtauchen, ist nicht völlig geklärt, vermutlich weichen sie ungünstigen Bedingungen an der Meeresoberfläche, wie Wellenschlag oder zu hohe Temperaturen, aus.

## Giftwirkung
Das Gift wirkt neurotoxisch, durch postsynaptische Paralyse der Muskelaktivität. Gebissene Fische werden normalerweise binnen einer Minute getötet. Die wesentlichen Gifte sind Peptide aus etwa 55 bis 60 Aminosäuren mit einer Molekülmasse von 6000 bis 11700. Die LD50 im Mausmodell lag bei 0,18 bis 0,44 Mikrogramm pro Kilogramm Körpergewicht intravenös bzw. 0,67 mg pro kg subkutan. In einer anderen Untersuchung reichten 0,15 mg pro kg, um 99 Prozent der Labormäuse abzutöten. Für Menschen werden LD25 von 3,7 mg pro kg (bei 45 kg Körpermasse) bis zu 7,5 mg pro kg (bei 91 kg Körpermasse) angegeben. Da ein einzelner Biss eine Giftdosis von 0,9 bis 5 mg (je nach Größe der Schlange) appliziert, ist die Gefährlichkeit für den Menschen geringer als bei anderen Seeschlangenarten. Obwohl, meist anekdotisch, tödliche Bisse berichtet werden, wurden bei gebissenen Menschen meist nur milde Symptome wie Schwellung und Muskelschmerzen, manchmal Muskellähmungen oder Ptosis eines Augenlids, berichtet.

## Phylogenie
Die Art wurde von Carl von Linné als Anguis platura erstbeschrieben und von François-Marie Daudin 1803 in die monotypische Gattung Pelamis transferiert. Es gibt zahlreiche Synonyme Nach neueren phylogenomischen Untersuchungen (anhand des Vergleichs homologer DNA-Sequenzen) ist die Art ein morphologisch etwas abweichender Vertreter der artenreichen Gattung Hydrophis und wird daher nun in diese Gattung gestellt. Trotz des riesigen Verbreitungsgebiets zeigte die Art keine genetische Aufspaltung nach geographischen Regionen.